# Zhoř (Vilémov)
Zhoř (německy Shorsch) je malá vesnice, část městyse Vilémov v okrese Havlíčkův Brod. Nachází se asi 3,5 km na jihozápad od Vilémova. V roce 2009 zde bylo evidováno 6 adres. V roce 2010 zde trvale žili dva obyvatelé.
Zhoř leží v katastrálním území Zhoř u Vilémova o rozloze 2,37 km2. V katastrálním území Zhoř u Vilémova leží i Jakubovice.

## Galerie

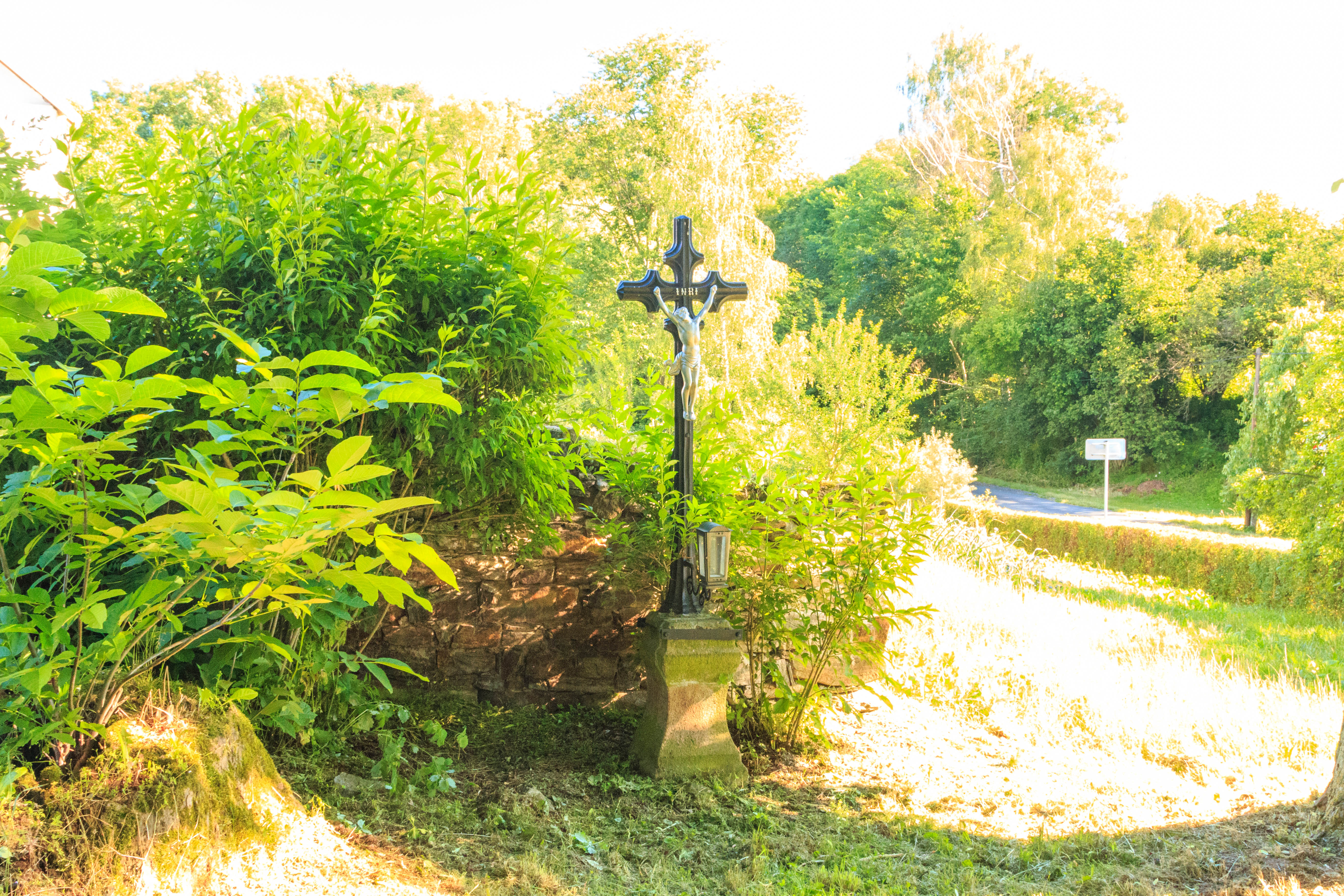
Zhoř u Vilémova křížek
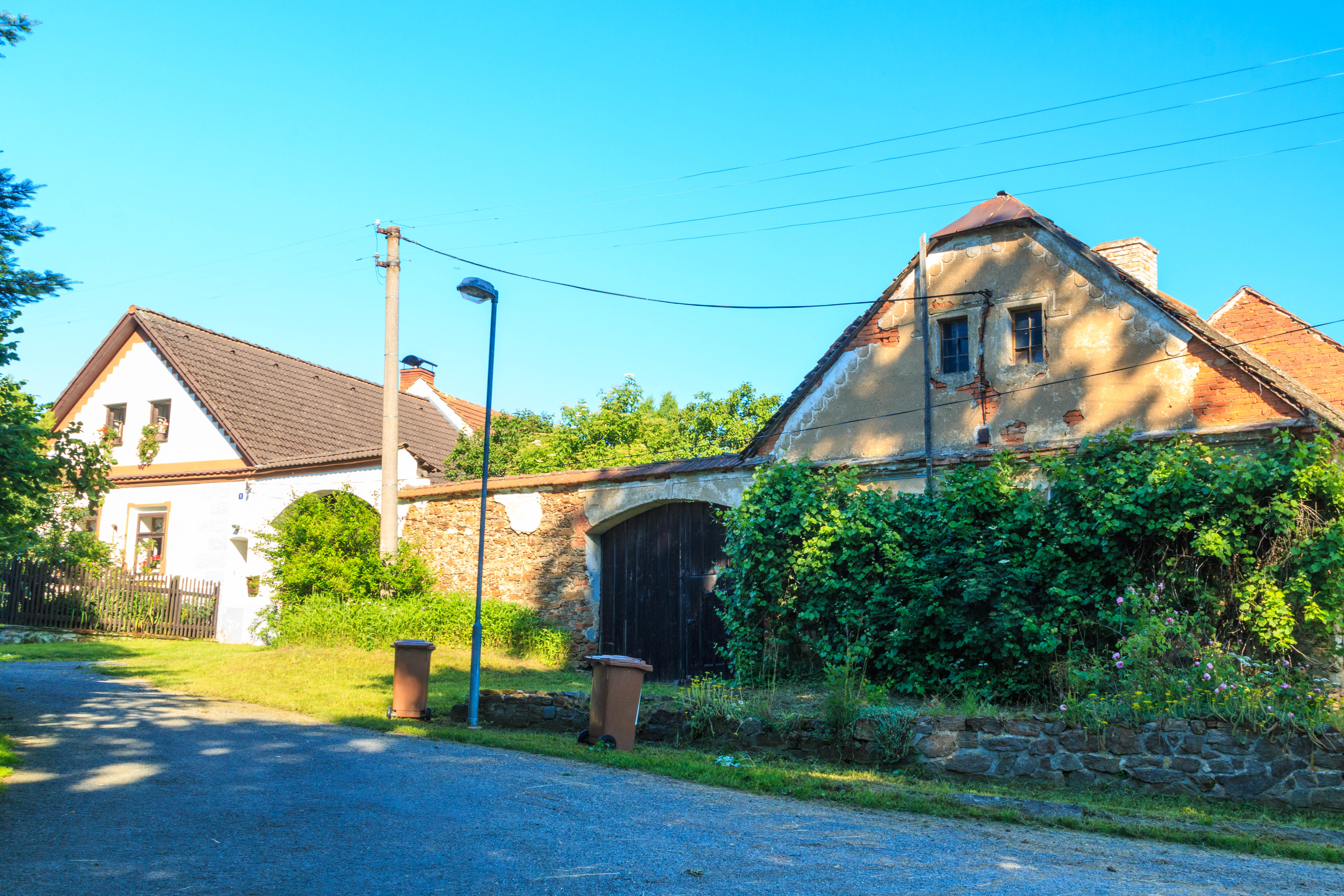
Zhoř u Vilémova čp. 1
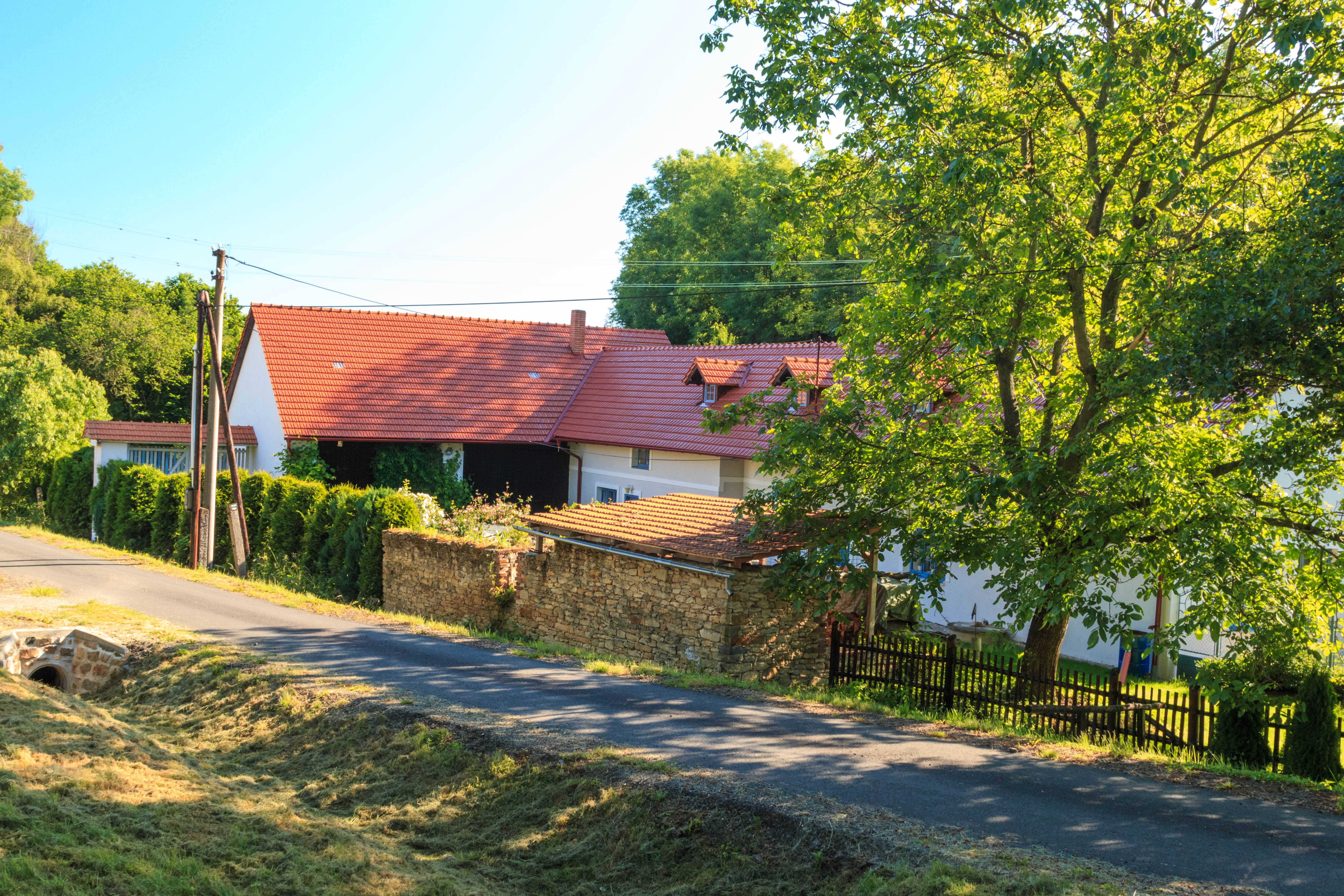
Zhoř u Vilémova čp. 7
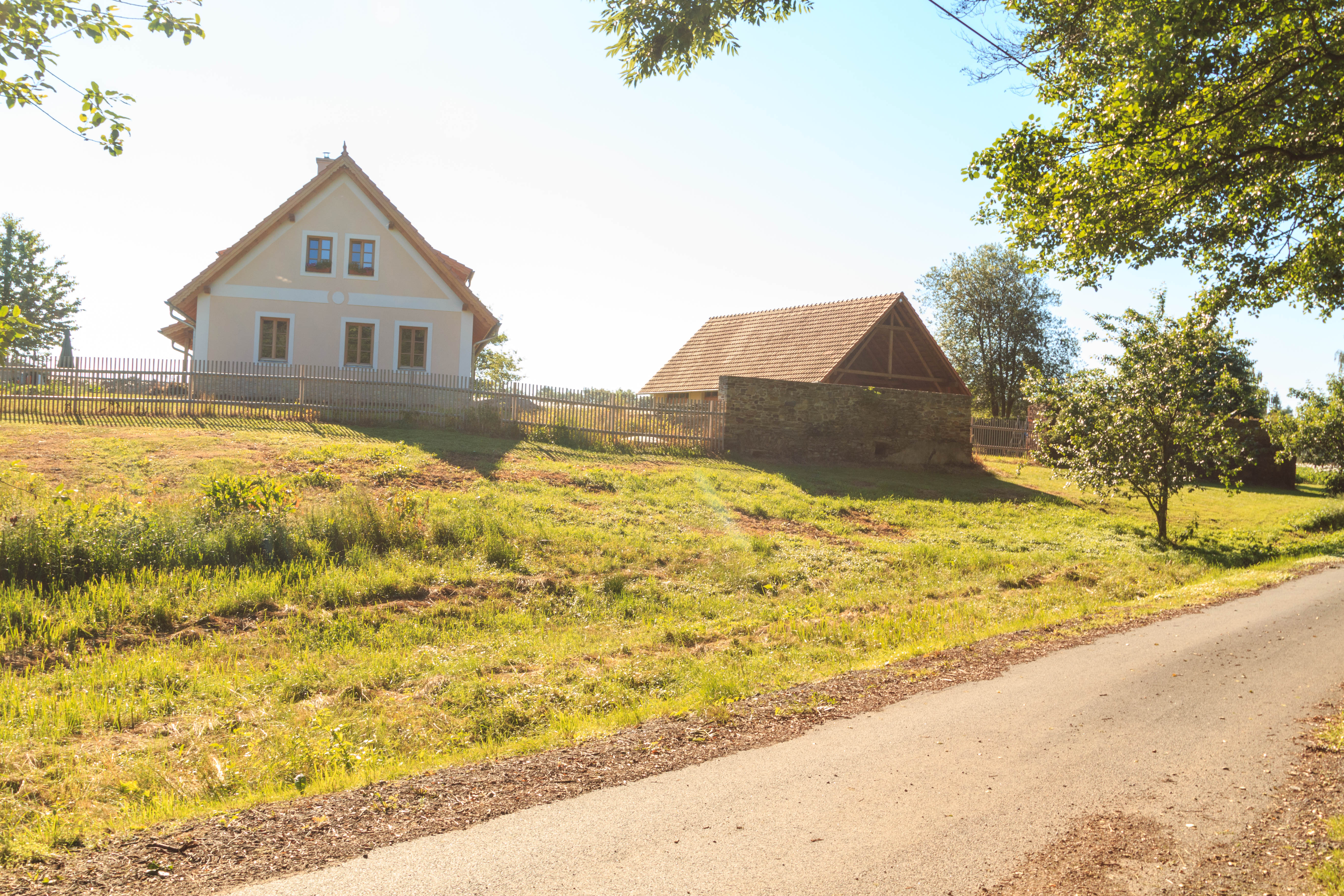
Zhoř u Vilémova čp. 5